# Cedarville (New Jersey)
Cedarville – jednostka osadnicza w Stanach Zjednoczonych, w stanie New Jersey, w hrabstwie Cumberland.